# Centropogon eborinus
Centropogon eborinus är en klockväxtart som beskrevs av Franz Elfried Wimmer. Centropogon eborinus ingår i släktet Centropogon och familjen klockväxter. Inga underarter finns listade i Catalogue of Life.